# Búfalo (Nueva York)
Búfalo[cita requerida] (en inglés: Buffalo) es la segunda ciudad más grande del estado de Nueva York en Estados Unidos, tras la ciudad de Nueva York. La ciudad se ubica al oeste del estado de Nueva York, en el área conocida como Western New York y es la capital del condado de Erie, limitando con el condado de Niágara. Su población aproximada es de 279 745 habs. según el censo de 2005. Pertenece al área metropolitana Búfalo-Niágara, que cuenta con una población de 1,1 millón de habitantes. Gracias a su gran proximidad a Canadá, en concreto a la provincia de Ontario, encontrándose la frontera entre ambos países a muy escasos minutos del centro de la ciudad, Búfalo forma junto con el área de Toronto y del sur de Ontario una región binacional por la que no es extraño ver fluctuar a sus habitantes, y en la que el ambiente nocturno y cultural de Búfalo cobra una gran importancia.

## Historia

### Prehistoria y exploración europea

Un mapa temprano del pueblo de Búfalo y lotes exteriores en 1854. El recuadro es el plan de 1804 de Ellicott.

Se cree que los primeros habitantes del estado de Nueva York fueron nómadas paleoindios, que emigraron después de la desaparición de los glaciares del Pleistoceno durante o antes del 7000 a. C.
Alrededor del año 1000 d. C., comenzó el periodo silvícola, marcado por el surgimiento de la Confederación Iroquesa y sus tribus en todo el estado.
Durante la exploración francesa de la región en 1620, la región fue ocupada simultáneamente por la Nación del Gato, una tribu fuera de las Cinco Naciones de los iroqueses al suroeste de Buffalo Creek, y el pueblo Wenro o Wenrohronon, una rama tribal de habla iroquesa del gran Nación Neutral que vivía a lo largo de la costa sur del interior del lago Ontario y en el extremo este del lago Erie y un poco de su costa norte. Para comerciar, la gente neutral se ganaba la vida cultivando tabaco y cáñamo para comerciar con los iroqueses, utilizando caminos de animales o caminos de guerra para viajar y mover mercancías por todo el estado. Estos caminos fueron posteriormente pavimentados y ahora funcionan como carreteras principales.
Más tarde, durante las guerras de los castores de las décadas de 1640 a 1650, los guerreros combinados de las Cinco Naciones de los iroqueses conquistaron a los poblados neutrales y su territorio peninsular, mientras que los senecas solos se apoderaron de los wenro y su territorio, c. 1651-1653. Poco después, los iroqueses destruyeron la nación y el territorio de Erie por su ayuda a los hurones durante las Guerras de los Castor.
Louis Hennepin y René Robert Cavelier de La Salle hicieron los primeros descubrimientos europeos de las regiones superiores del Niágara y Ontario a finales del siglo XVII. El 7 de agosto de 1679, La Salle botó un barco, Le Griffon, que se convirtió en el primer barco de tamaño completo en navegar a través de los Grandes Lagos antes de desaparecer en Green Bay, Wisconsin.
Después de la Revolución de las Trece Colonias, la provincia de Nueva York, ahora un estado de los Estados Unidos, comenzó a expandirse hacia el oeste, buscando tierras habitables siguiendo las tendencias de los iroqueses. La tierra cercana al agua dulce era de considerable importancia. Nueva York y Massachusetts estaban luchando por el territorio en el que se encuentra Búfalo, y Massachusetts tenía derecho a comprar todo menos una porción de tierra de 1600 metros de ancho. Los derechos de los territorios de Massachusetts se vendieron a Robert Morris en 1791 y dos años más tarde a la Holland Land Company.
Como resultado de la guerra, en la que la tribu iroquesa se puso del lado del ejército británico, el territorio iroqués fue reducido gradualmente a mediados y finales del siglo XVIII por los colonos europeos a través de sucesivos tratados en todo el estado, como el Tratado de Fort Stanwix (1784), el Primer Tratado de Buffalo Creek (1788) y el Tratado de Geneseo (1797). Los iroqueses fueron acorralados en reservas, incluido Buffalo Creek. A fines del siglo XVIII, solo quedaban 880 km² de territorio de reserva.

### Fundación, Erie Canal y ferrocarriles
Los primeros colonos blancos a lo largo del arroyo fueron prisioneros capturados durante la Guerra de Independencia. El primer residente y terrateniente de  Búfalo con presencia permanente fue el capitán William Johnston, un intérprete iroqués blanco que había estado en el área desde los días posteriores a la Guerra Revolucionaria y a quien los senecas otorgaron tierras junto al arroyo como regalo de agradecimiento. Su casa se encontraba en las actuales calles Washington y Seneca. El ex esclavo Joseph "Black Joe" Hodges, y Cornelius Winney, un comerciante holandés de Albany que llegó en 1789, fueron los primeros colonos a lo largo de la desembocadura de Buffalo Creek.
El 20 de julio de 1793, se completó la compra de tierras de Holanda, que contenía la tierra del actual Búfalo, negociada por inversores holandeses de Holanda. El Tratado de Big Tree eliminó el título de Iroquois sobre las tierras al oeste del río Genesee en 1797. En el otoño de 1797, Joseph Ellicott, el arquitecto que ayudó a inspeccionar Washington D. C. con su hermano Andrew, fue nombrado Jefe de Topografía de Holland Land. Empresa. Durante el año siguiente, comenzó a examinar la extensión de tierra en la desembocadura de Buffalo Creek. Esto se completó en 1803, y los nuevos límites de la aldea se extendieron desde el lado del arroyo en el sur hasta la actual calle Chippewa en el norte y la calle Carolina en el oeste, que es donde permanecieron la mayoría de los colonos durante la primera década del siglo XIX. Aunque la compañía nombró al asentamiento "New Amsterdam", el nombre no se popularizó, volviendo a  Búfalo dentro de diez años.  Búfalo hizo construir la primera carretera a Pensilvania en 1802 para los migrantes que pasaban por la Reserva Occidental de Connecticut en Ohio.
En 1804, Ellicott diseñó un plan de cuadrícula radial que se ramificaría desde la aldea formando radios en forma de bicicleta, interrumpidos por diagonales, como el sistema utilizado en la capital del país. En medio del pueblo estaba la intersección de ocho calles, en lo que se convertiría en Niagara Square. Varias cuadras al sureste diseñó un semicírculo frente a Main Street con un parque verde alargado, antes su propiedad. Esto se conocería como Shelton Square, en ese momento el centro de la ciudad (que se alteraría drásticamente a mediados del siglo XX), con las calles que se cruzan con los nombres de los miembros de Dutch Holland Land Company, que son las actuales calles Erie, Church y Niagara. La Plaza Lafayette también se encuentra a una cuadra al norte, que luego estaba delimitada por calles con nombres iroqueses.
Según uno de los primeros residentes, el pueblo tenía dieciséis residencias, una escuela y dos tiendas en 1806, principalmente cerca de las calles Main, Swan y Seneca. También había herrerías, una taberna y una farmacia. Las calles eran pequeñas, de 12 metros de ancho, y el pueblo todavía estaba rodeado de bosques. El primer lote vendido por Holland Land Company fue el 11 de septiembre de 1806 a Zerah Phelps. Para 1808, los lotes se venderían entre 25 y 50 dólares.

En 1804, la población de  Búfalo se estimó en 400, similar a Batavia, pero el crecimiento del condado de Erie estaba detrás de los condados de Chautauqua, Genesee y Wyoming. El pueblo vecino Black Rock al noroeste (hoy un vecindario de Búfalo) también fue un centro importante. Horatio J. Spafford señaló en A Gazetteer of the State of New York que, de hecho, a pesar del crecimiento que tuvo la aldea de Búfalo, Black Rock "se considera un mejor lugar de comercio para una gran ciudad comercial que la de Búfalo", especialmente si se considera el perfil regional de las carreteras mundanas que se extienden hacia el este. Antes de que se completara la autopista de peaje de este a oeste, viajar de Albany a  Búfalo tomaría una semana, mientras que incluso un viaje desde la cercana Williamsville a Batavia podría tomar más de tres días.

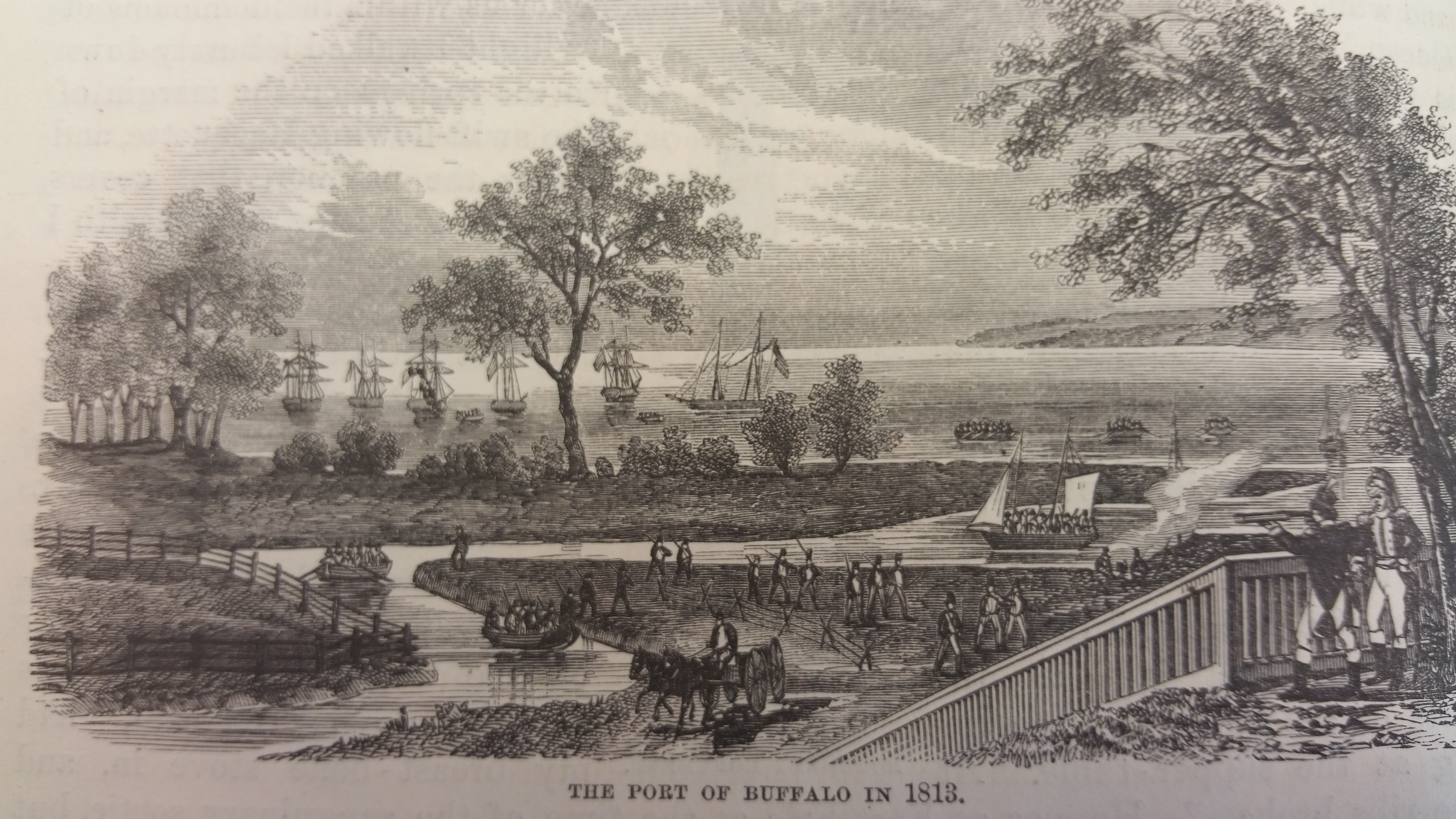
El pueblo de Búfalo, 1813

Aunque la esclavitud era poco común en el estado, se habían producido casos limitados de esclavitud en  Búfalo durante la primera parte del siglo XIX. Se dice que el general Peter Buell Porter tuvo cinco esclavos durante su tiempo en Black Rock, y varios anuncios de noticias también anunciaban esclavos a la venta.
En 1810, se construyó un palacio de justicia. En 1811, la población era de 500 habitantes, y muchas personas cultivaban o realizaban trabajos manuales. El primer periódico que se publicó fue el Buffalo Gazette en octubre de ese mismo año.
El 31 de diciembre de 1813,  Búfalo y el pueblo de Black Rock fueron quemados por los británicos después de la Batalla de Búfalo. La batalla y el fuego subsiguiente fueron en respuesta a la destrucción no provocada de Niagara-on-the-Lake, entonces conocida como "Newark", por las fuerzas estadounidenses. El 4 de agosto de 1814, las fuerzas británicas al mando del teniente coronel John Tucker y el teniente coronel William Drummond, sobrino del general Gordon Drummond, intentaron asaltar Black Rock y  Búfalo como parte de un desvío para forzar una rendición anticipada en Fort Erie al día siguiente. pero fueron derrotados por una pequeña fuerza de fusileros estadounidenses al mando del mayor Lodwick Morgan en la batalla de Conjocta Creek, y se retiraron a Canadá. En consecuencia, el asedio de Fort Erie bajo Gordon Drummond fracasó más tarde y las fuerzas británicas se retiraron. Aunque solo quedaron tres edificios en el pueblo, la reconstrucción fue rápida y terminó en 1815.

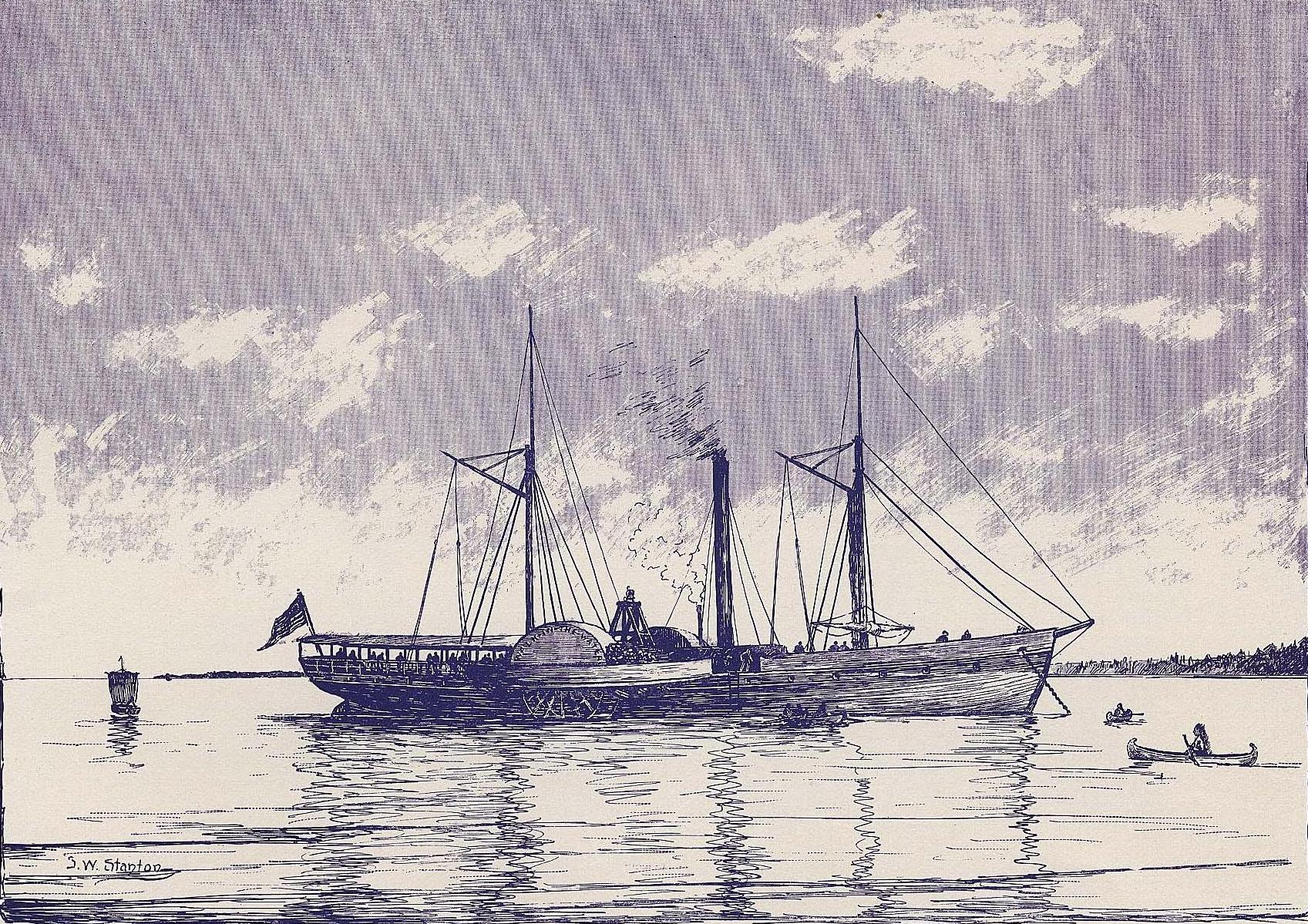
Walk-in-the-Water fue el primer barco de vapor que navegó por el lago Erie en 1818.

La población en 1840 era de 18.213. El pueblo de  Búfalo era parte y la sede del condado de Niágara hasta que la legislatura aprobó una ley que los separaba el 2 de abril de 1861.

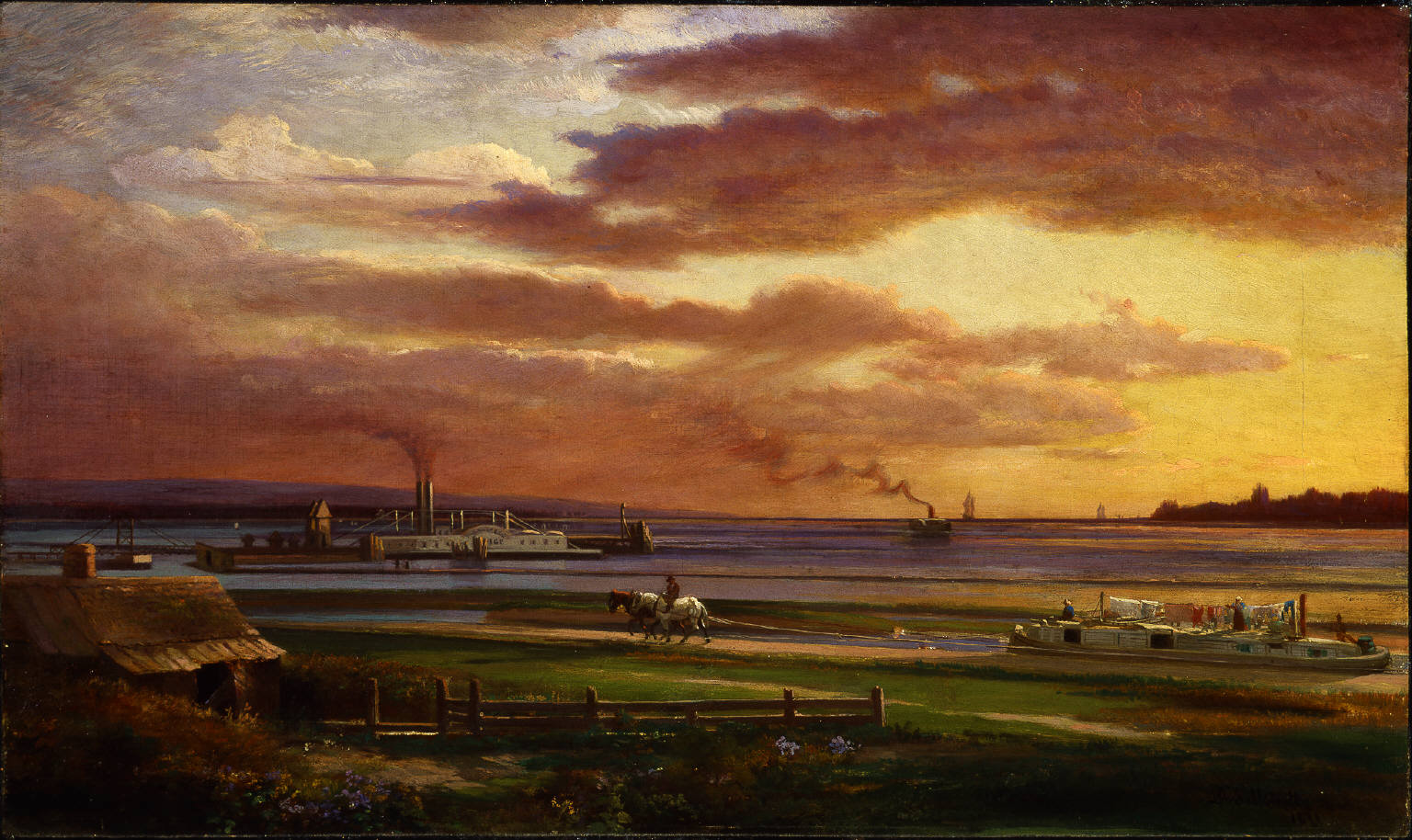
Puerto de Búfalo desde el pie de Porter Avenue, 1871.

El 26 de octubre de 1825, se completó el Canal de Erie, formado por parte de Buffalo Creek, con  Búfalo como puerto de escala para los colonos que se dirigían hacia el oeste. En ese momento, la población era de aproximadamente 2400. En 1826, la reserva de Buffalo Creek de 130 millas cuadradas en la frontera occidental de la aldea fue transferida a Búfalo. El Canal Erie trajo un aumento en la población y el comercio, lo que llevó a  Búfalo a incorporarse como ciudad en 1832. El área del canal estaba madura en 1847, con la actividad de los buques de carga y de pasajeros que provocó la congestión en el puerto.

A mediados del siglo XIX se produjo un auge demográfico, y la ciudad duplicó su tamaño entre 1845 y 1855. En 1855, casi dos tercios de la población de la ciudad eran inmigrantes nacidos en el extranjero, en gran parte una mezcla de católicos alemanes e irlandeses no calificados o educados, que comenzó a autosegregarse en diferentes puntos de la ciudad. Los inmigrantes irlandeses plantaron sus raíces a lo largo del río Búfalo y el canal Erie al sureste, donde todavía hay una fuerte presencia en la actualidad; Los inmigrantes alemanes encontraron su camino hacia el East Side, viviendo una vida residencial más relajada. Algunos inmigrantes estaban preocupados por el cambio de ambiente y dejaron la ciudad hacia la región occidental, mientras que otros intentaron quedarse atrás con la esperanza de expandir sus culturas nativas.

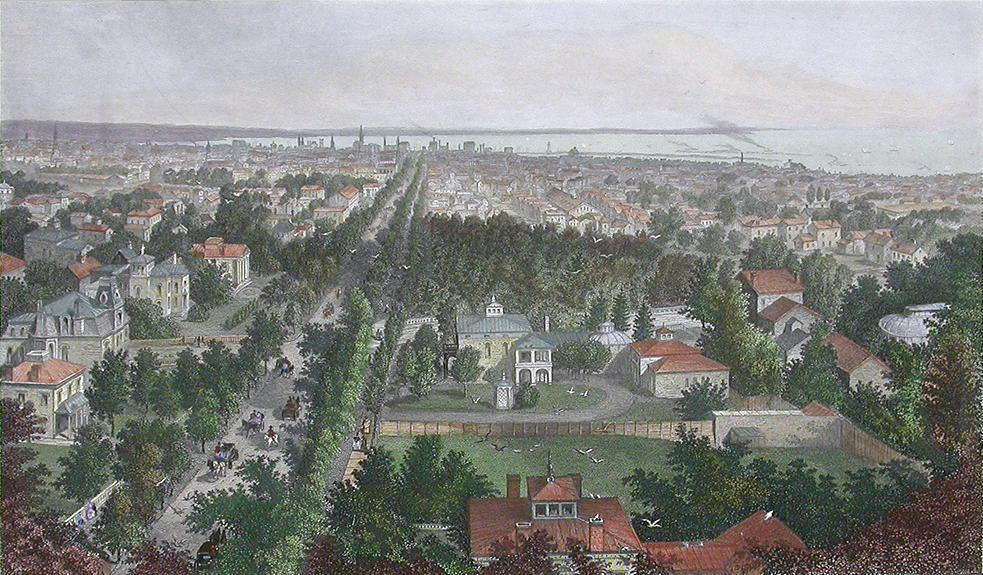
Grabado de Búfalo en 1872.

Los esclavos negros fugitivos comenzaron a dirigirse hacia el norte, a Búfalo, en la década de 1840, y muchos se establecieron en el East Side de la ciudad. En 1845, comenzó la construcción de la Iglesia Bautista Macedonia, un lugar de encuentro en el vecindario de Michigan y William Street, donde los negros se establecieron por primera vez. La actividad política en torno al movimiento contra la esclavitud tuvo lugar en Búfalo durante este tiempo, incluidas las convenciones celebradas por la Convención Nacional de Ciudadanos de Color y el Partido de la Libertad y sus filiales. Búfalo era un punto final del ferrocarril subterráneo con muchos esclavos fugitivos que cruzaban el río Niágara hasta Fort Erie, Ontario, en busca de libertad.
En 1843, el comerciante local Joseph Dart y el ingeniero Robert Dunbar construyeron el primer elevador de granos a vapor del mundo. El elevador de Dart permitió una descarga más rápida de los cargueros del lago junto con el elevador de granos a granel desde barcazas, botes de canal y vagones de ferrocarril. En 1850, la población de la ciudad era de 81.000 habitantes.
En 1860, muchas compañías y líneas ferroviarias cruzaron y terminaron en Búfalo. Los principales fueron el ferrocarril de Búfalo, Bradford y Pittsburgh (1859), el ferrocarril de Búfalo y Erie y el ferrocarril central de Nueva York (1853). Durante este tiempo, los bufalonios controlaban una cuarta parte de todo el tráfico marítimo en el lago Erie, y la construcción naval era una industria próspera para la ciudad.
Más tarde, el ferrocarril de Lehigh Valley terminaría su línea en Búfalo en 1867.

### Auge de la industria pesada, declive, renovación urbana
A principios del siglo XX, los molinos locales fueron de los primeros en beneficiarse de la energía hidroeléctrica generada por el río Niágara. La ciudad recibió el apodo de La Ciudad de la Luz en este momento debido a la iluminación eléctrica generalizada. También fue parte de la revolución del automóvil, al albergar a los constructores de automóviles de la Época de Latón Pierce Arrow y los Seven Little Buffaloes a principios de siglo. Al mismo tiempo, la salida de empresarios locales y titanes industriales provocó una etapa incipiente que vería a la ciudad perder su competitividad frente a Pittsburgh, Cleveland y Detroit.

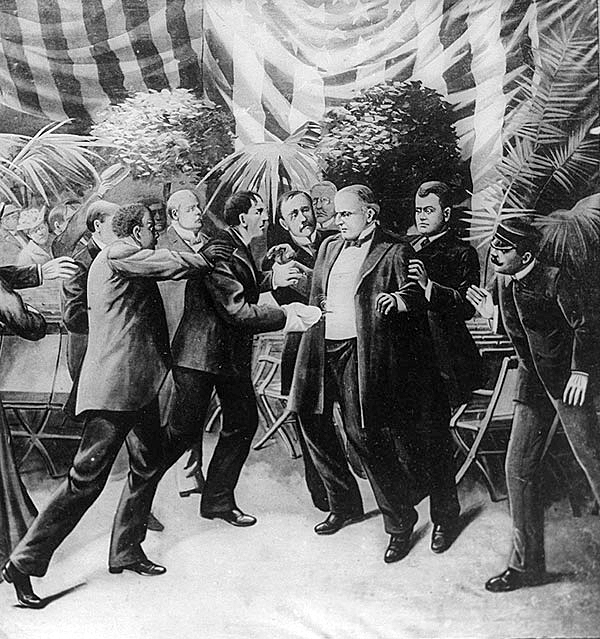
Asesinato de William McKinley en el Templo de la Música, 1901.

El presidente William McKinley fue baleado y herido de muerte por un anarquista en la Exposición Panamericana en Búfalo el 6 de septiembre de 1901. McKinley murió ocho días después y Theodore Roosevelt prestó juramento en la Mansión Wilcox. La Gran Depresión de 1929-1939 vio un severo desempleo, especialmente entre los hombres de la clase trabajadora. Los programas de ayuda del New Deal funcionaron con toda su fuerza. La ciudad se convirtió en un bastión de los sindicatos y del Partido Demócrata.

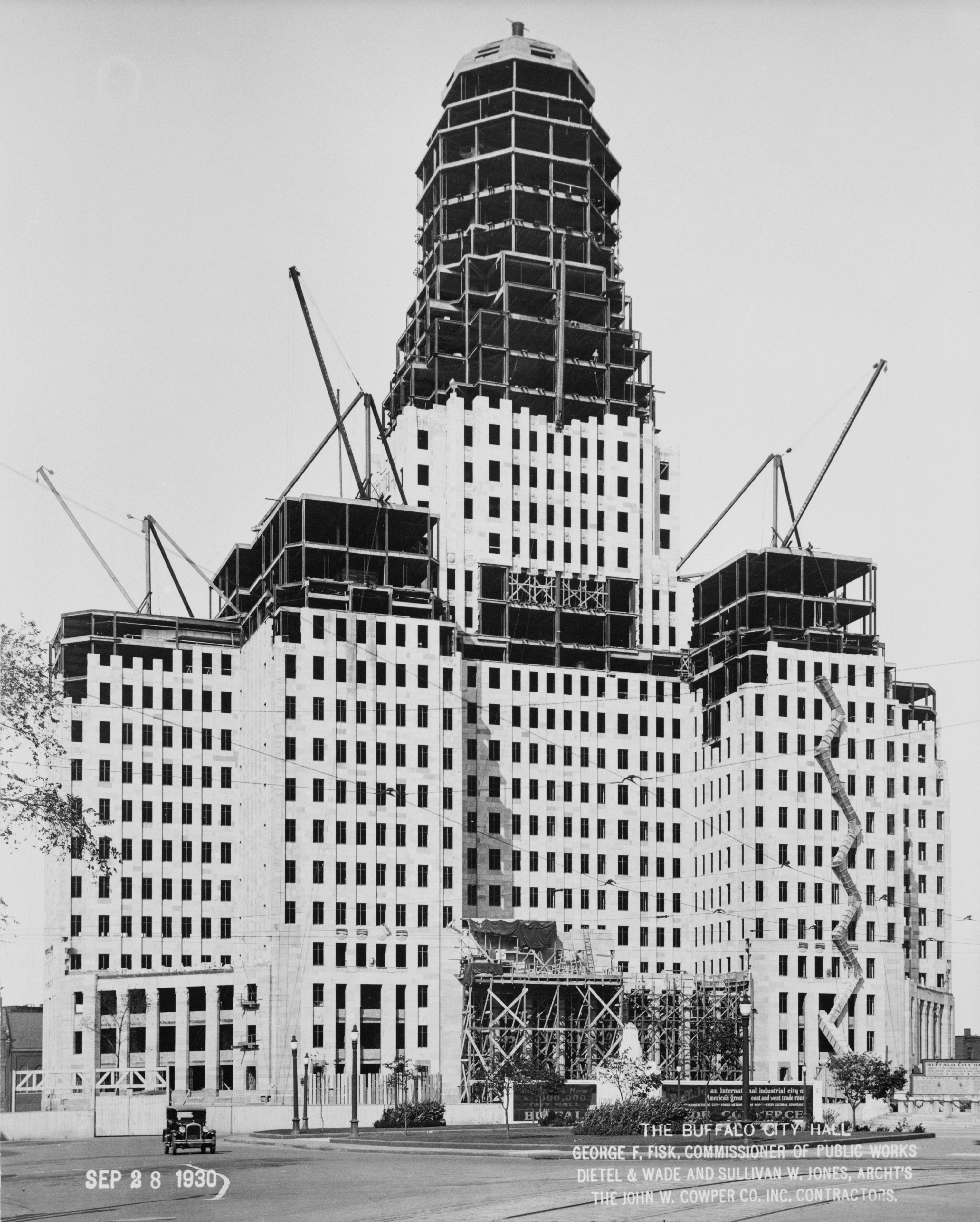
Construcción del Ayuntamiento de Búfalo.

Durante la Segunda Guerra Mundial, Búfalo vio el regreso de la prosperidad y el pleno empleo debido a su posición como centro de fabricación. Como una de las ciudades más pobladas de la década de 1950, la economía de Búfalo giraba casi por completo en su base de fabricación. Empresas importantes como Republic Steel y Lackawanna Steel emplearon a decenas de miles de bufalonios. Las rutas marítimas nacionales integradas utilizarían las esclusas de Soo cerca del Lago Superior y una vasta red de ferrocarriles y patios que cruzaban la ciudad.
El cabildeo de las empresas locales y los grupos de interés contra el St. Lawrence Seaway comenzó en la década de 1920, mucho antes de su construcción en 1957, que aisló a la ciudad de valiosas rutas comerciales. Su aprobación fue reforzada por la legislación poco antes de su construcción. La construcción naval en Búfalo, como la American Ship Building Company, cerró en 1962, poniendo fin a una industria que había sido un sector de la economía de la ciudad desde 1812 y un resultado directo de la reducción de la actividad costera. 
Con la desindustrialización y la tendencia nacional de suburbanización; la economía de la ciudad comenzó a deteriorarse. Como gran parte de Rust Belt, Búfalo, hogar de más de medio millón de personas en la década de 1950, ha visto disminuir su población debido al cierre de industrias pesadas y la gente se fue a los suburbios u otras ciudades.

## Geografía
Búfalo se encuentra ubicada en las coordenadas 42°54′17″N 78°50′58″O / 42.90472, -78.84944. Según la Oficina del Censo,la ciudad tiene un área total de 136 km², de la cual 105,2 km² es tierra y 30,8 km² (22,66 %) es agua. 

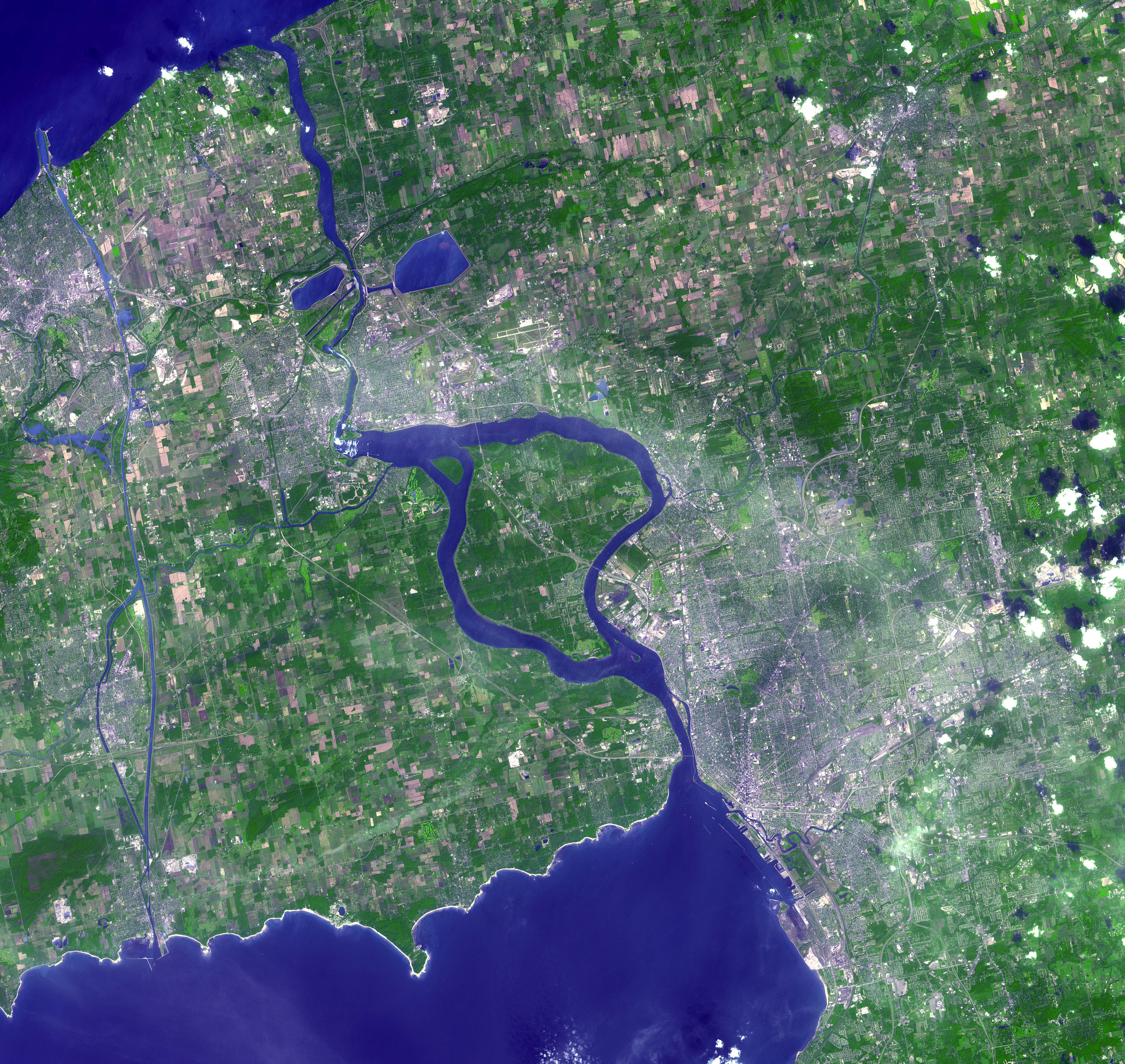
Búfalo está a orillas del lago Erie (abajo), muy próximo al río Niágara, que desemboca en el lago Ontario (arriba).

Búfalo se encuentra a unos 30 minutos de las Cataratas del Niágara y a 1 hora y media de distancia de la ciudad de Toronto, al lado de la región del sur de Ontario conocida como Golden Horseshoe, que cuenta con más de 8,5 millones de habitantes.
Búfalo yace al extremo este del lago Erie, muy próximo al río Niágara, que desemboca en el lago Ontario. El lago Erie rodea gran parte de la ciudad. Debido a ello, Búfalo presenta a menudo un cielo gris y una atmósfera nublada y húmeda, produciéndose el efecto conocido como Lake Effect entre sus habitantes o efecto del lago, por la evaporación de sus aguas.

### Urbanismo

#### Barrios

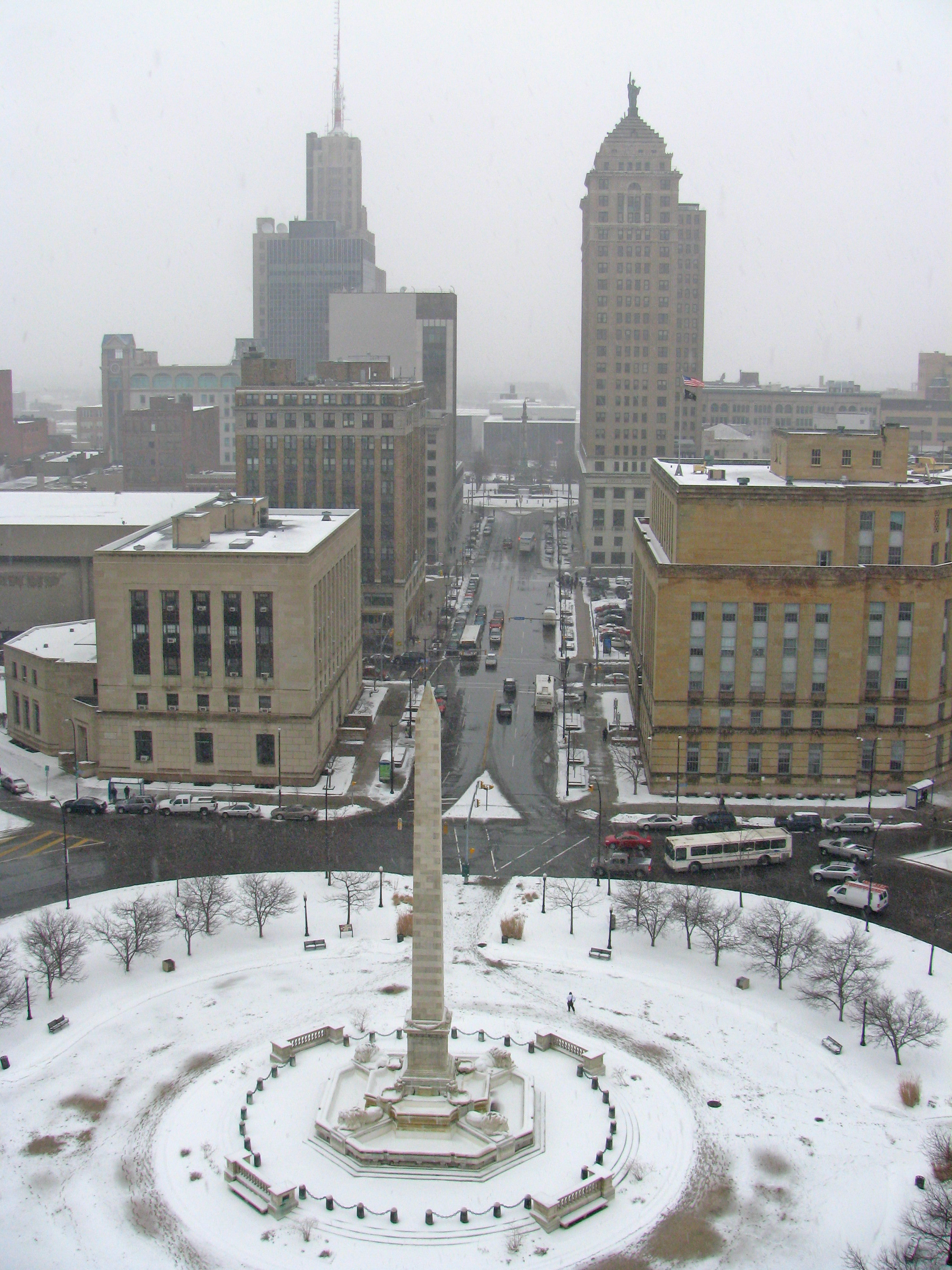
El Monumento a McKinley en la Palaza Niágara. Al fondo, la Plaza Lafayette.

La ciudad consta de 31 barrios diferentes. Los vecindarios más destacados de Búfalo (Distrito Histórico de J. N. Adam–AM&A, Canalside, Buffalo Niagara Medical Campus, University Heights) se encuentran en o cerca del centro de la ciudad. El distrito histórico J. N. Adam – AM & A es un distrito histórico nacional. Su tienda departamental principal fue diseñada por Starrett & van Vleck y construida en 1935. Canalside originalmente comenzó como un área dominada por italianos, y el Buffalo Niagara Medical Campus se estableció en 2001. Canalside y University Heights son distritos predominantemente de uso mixto. 
Búfalo y sus suburbios han estado remodelando vecindarios y distritos desde principios de la década de 2000 en un esfuerzo por mitigar una población en declive y atraer negocios. En junio de 2020, la Organización Verde con sede en Búfalo adquirió un complejo de apartamentos con la intención de remodelarlo y traer nuevos residentes.

#### Arquitectura
La arquitectura de Búfalo es diversa, con una colección de edificios de los siglos XIX y XX. La mayoría de las estructuras y obras aún están en pie, como el sistema de parques intactos más grande del país diseñado por Frederick Ley Olmsted y Calvert Vaux. A fines del siglo XIX, el Guaranty Building, construido por Louis Sullivan, fue un ejemplo destacado de un rascacielos de gran altura temprano. La Casa Darwin D. Martin, diseñada por Frank Lloyd Wright y construida entre 1903 y 1905, se considera uno de los proyectos más importantes de la era de la Prairie School de Wright. El Larkin Administration Building, ahora demolido, fue el primer encargo comercial de Wright. 
El siglo XX vio obras como el Ayuntamiento de Búfalo de estilo art déco y la Buffalo Central Terminal, la Electric Tower, el Richardson Olmsted Complex y el Rand Building. La renovación urbana de las décadas de 1950 y 1970 dio paso a la construcción del Buffalo City Court Building, de estilo brutalista, y la Seneca One Tower, anteriormente el HSBC Center, el edificio más alto de la ciudad.

### Clima
| Parámetros climáticos promedio de Buffalo (Aeropuerto Internacional de Búfalo-Niágara), normales 1991–2020, extremos 1871–presente | Parámetros climáticos promedio de Buffalo (Aeropuerto Internacional de Búfalo-Niágara), normales 1991–2020, extremos 1871–presente | Parámetros climáticos promedio de Buffalo (Aeropuerto Internacional de Búfalo-Niágara), normales 1991–2020, extremos 1871–presente | Parámetros climáticos promedio de Buffalo (Aeropuerto Internacional de Búfalo-Niágara), normales 1991–2020, extremos 1871–presente | Parámetros climáticos promedio de Buffalo (Aeropuerto Internacional de Búfalo-Niágara), normales 1991–2020, extremos 1871–presente | Parámetros climáticos promedio de Buffalo (Aeropuerto Internacional de Búfalo-Niágara), normales 1991–2020, extremos 1871–presente | Parámetros climáticos promedio de Buffalo (Aeropuerto Internacional de Búfalo-Niágara), normales 1991–2020, extremos 1871–presente | Parámetros climáticos promedio de Buffalo (Aeropuerto Internacional de Búfalo-Niágara), normales 1991–2020, extremos 1871–presente | Parámetros climáticos promedio de Buffalo (Aeropuerto Internacional de Búfalo-Niágara), normales 1991–2020, extremos 1871–presente | Parámetros climáticos promedio de Buffalo (Aeropuerto Internacional de Búfalo-Niágara), normales 1991–2020, extremos 1871–presente | Parámetros climáticos promedio de Buffalo (Aeropuerto Internacional de Búfalo-Niágara), normales 1991–2020, extremos 1871–presente | Parámetros climáticos promedio de Buffalo (Aeropuerto Internacional de Búfalo-Niágara), normales 1991–2020, extremos 1871–presente | Parámetros climáticos promedio de Buffalo (Aeropuerto Internacional de Búfalo-Niágara), normales 1991–2020, extremos 1871–presente | Parámetros climáticos promedio de Buffalo (Aeropuerto Internacional de Búfalo-Niágara), normales 1991–2020, extremos 1871–presente |
| Mes | Ene. | Feb. | Mar. | Abr. | May. | Jun. | Jul. | Ago. | Sep. | Oct. | Nov. | Dic. | Anual |
| --- | --- | --- | --- | --- | --- | --- | --- | --- | --- | --- | --- | --- | --- |
| Temp. máx. abs. (°C) | 22.2 | 21.7 | 27.8 | 34.4 | 34.4 | 36.1 | 36.7 | 37.2 | 36.7 | 33.3 | 26.7 | 23.3 | 37.2 |
| Temp. máx. media (°C) | 0.1 | 0.7 | 5.4 | 12.6 | 19.7 | 24.2 | 26.8 | 26.1 | 22.4 | 15.3 | 8.8 | 2.9 | 13.8 |
| Temp. media (°C) | -3.6 | -3.1 | 1.2 | 7.6 | 14.4 | 19.4 | 22.1 | 21.3 | 17.4 | 10.9 | 5 | -0.3 | 9.3 |
| Temp. mín. media (°C) | -7.2 | -6.9 | -3.1 | 2.5 | 9.1 | 14.5 | 17.3 | 16.5 | 12.5 | 6.6 | 1.2 | -3.6 | 4.9 |
| Temp. mín. abs. (°C) | -26.7 | -28.9 | -21.7 | -15 | -3.9 | 1.7 | 6.1 | 3.3 | 0 | -6.7 | -16.7 | -23.3 | -28.9 |
| Precipitación total (mm) | 85.1 | 63.2 | 73.4 | 85.6 | 85.6 | 85.6 | 82 | 82 | 104.1 | 102.4 | 88.9 | 95.3 | 1033.3 |
| Nevadas (cm) | 67.8 | 46 | 35.8 | 6.4 | 0 | 0 | 0 | 0 | 0 | 2.3 | 19.8 | 64.3 | 242.3 |
| Días de precipitaciones (≥ 0.2 mm)                                                                                                 | 19.2 | 15.8 | 14.8 | 13.4 | 12.8 | 11.9 | 10.8 | 10.0 | 10.9 | 14.1 | 14.4 | 17.7 | 165.8 |
| Días de nevadas (≥ 0.2 cm) | 16.4 | 13.5 | 9.1 | 3.2 | 0.0 | 0.0 | 0.0 | 0.0 | 0.0 | 0.4 | 4.7 | 12.2 | 59.5 |
| Horas de sol | 91.3 | 108.0 | 163.7 | 204.7 | 258.3 | 287.1 | 306.7 | 266.4 | 207.6 | 159.4 | 84.4 | 69.0 | 2206.6 |
| Humedad relativa (%) | 76.0 | 75.9 | 73.3 | 67.8 | 67.2 | 68.6 | 68.1 | 72.1 | 74.0 | 72.9 | 75.8 | 77.6 | 72.4 |
| Fuente n.º 1: NOAA (humedad y horas de sol 1961–1990)                                                                              | | | | | | | | | | | | | |
| Fuente n.º 2: Weather Atlas | | | | | | | | | | | | | |

## Cultura
En Búfalo se encuentra el Museo Albright-Knox, conocido internacionalmente por sus fondos de los siglos XIX y XX, de Van Gogh a Jasper Johns, tiene como principal joya El Cristo amarillo de Paul Gauguin. Además, Búfalo acoge muchos festivales, incluyendo Sabor de Búfalo, el festival gastronómico de dos días más grande de los Estados Unidos.

## Música

### Óperas

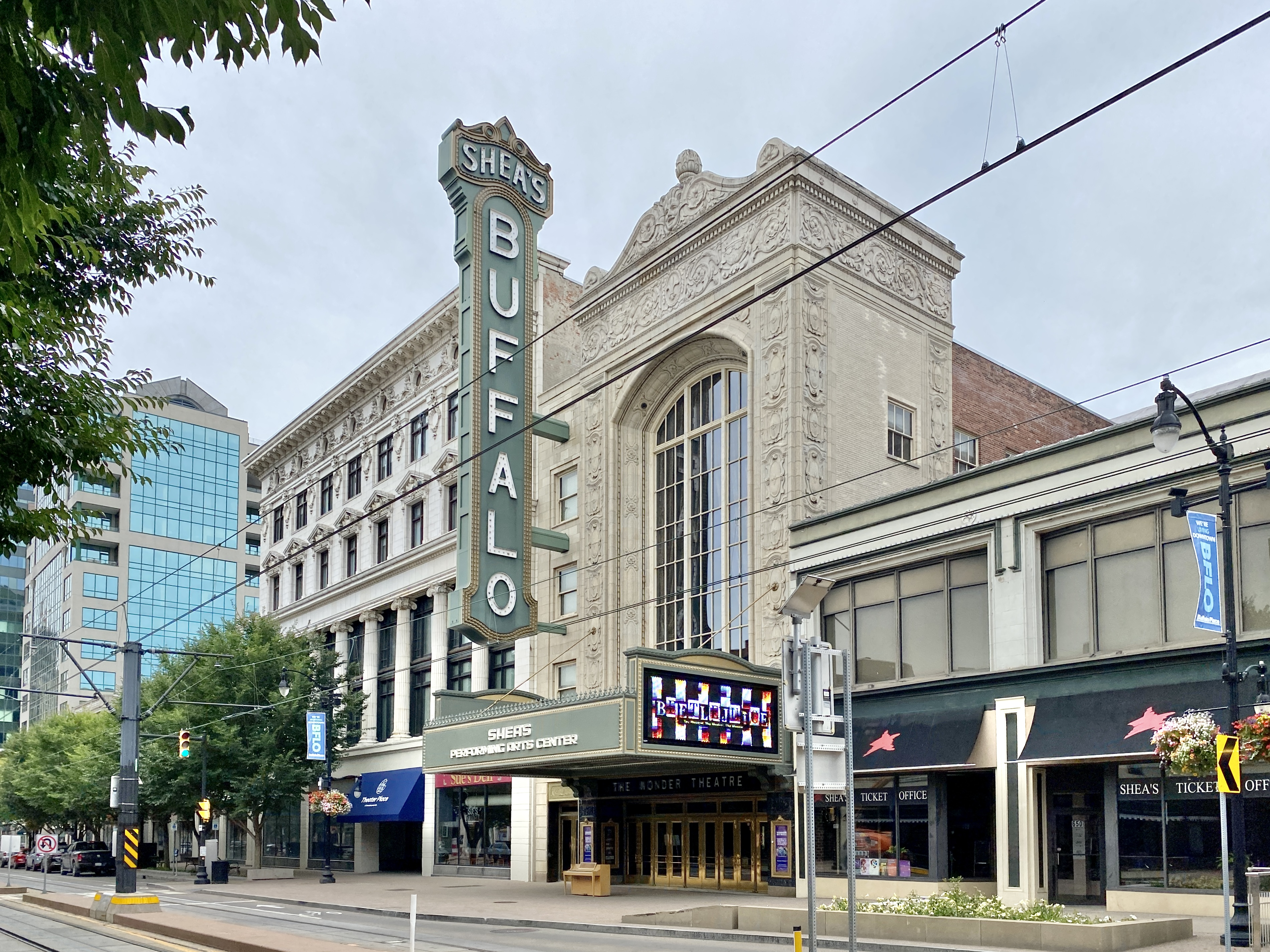
Shea's Performing Arts Center en Buffalo, sede principal de la Nickel City Opera

La Nickel City Opera (también conocida como NC Opera Buffalo y NCO) es un teatro de ópera estadounidense en Buffalo, Nueva York. Hoy en día, Nickel City Opera es uno de los principales teatros de ópera de los Estados Unidos y, con más de 3.000 asientos, uno de los teatros de ópera más grandes del mundo.La Nickel City Opera fue fundada en 2004 por Valerian Ruminski y ha comisionado óperas y ha realizado estrenos mundiales de obras notables. Michael Ching fue director musical y director principal de la NCO de 2012 a 2017. Fue sucedido por Matthias Manasi como director musical y director principal de la NCO de 2017 a 2021.La Nickel City Opera colabora con la Orquesta Filarmónica de Buffalo, produciendo una amplia gama de obras, desde el barocco del siglo XVIII y el Bel canto del siglo XIX hasta el minimalismo del siglo XX y las óperas contemporáneas de los siglos XX y XXI.Estas óperas se presentan en producciones escénicas que varían en estilo, desde aquellas con elaboradas decoraciones tradicionales hasta otras que cuentan con diseños conceptuales modernos.
La Nickel City Opera tiene su sede en el Centro de Artes Escénicas Shea (3.019 asientos) en el Distrito de Teatros de Buffalo en el centro de Buffalo. El Centro de Artes Escénicas Shea fue diseñado por la conocida compañía de Chicago, "Rapp and Rapp". El número original de 4.000 asientos se redujo al número actual de 3.019 asientos en la década de 1930. El diseño interior fue diseñado por el diseñador y artista de renombre mundial Louis Comfort Tiffany utilizando elementos que en su mayoría todavía están presentes en la actualidad.

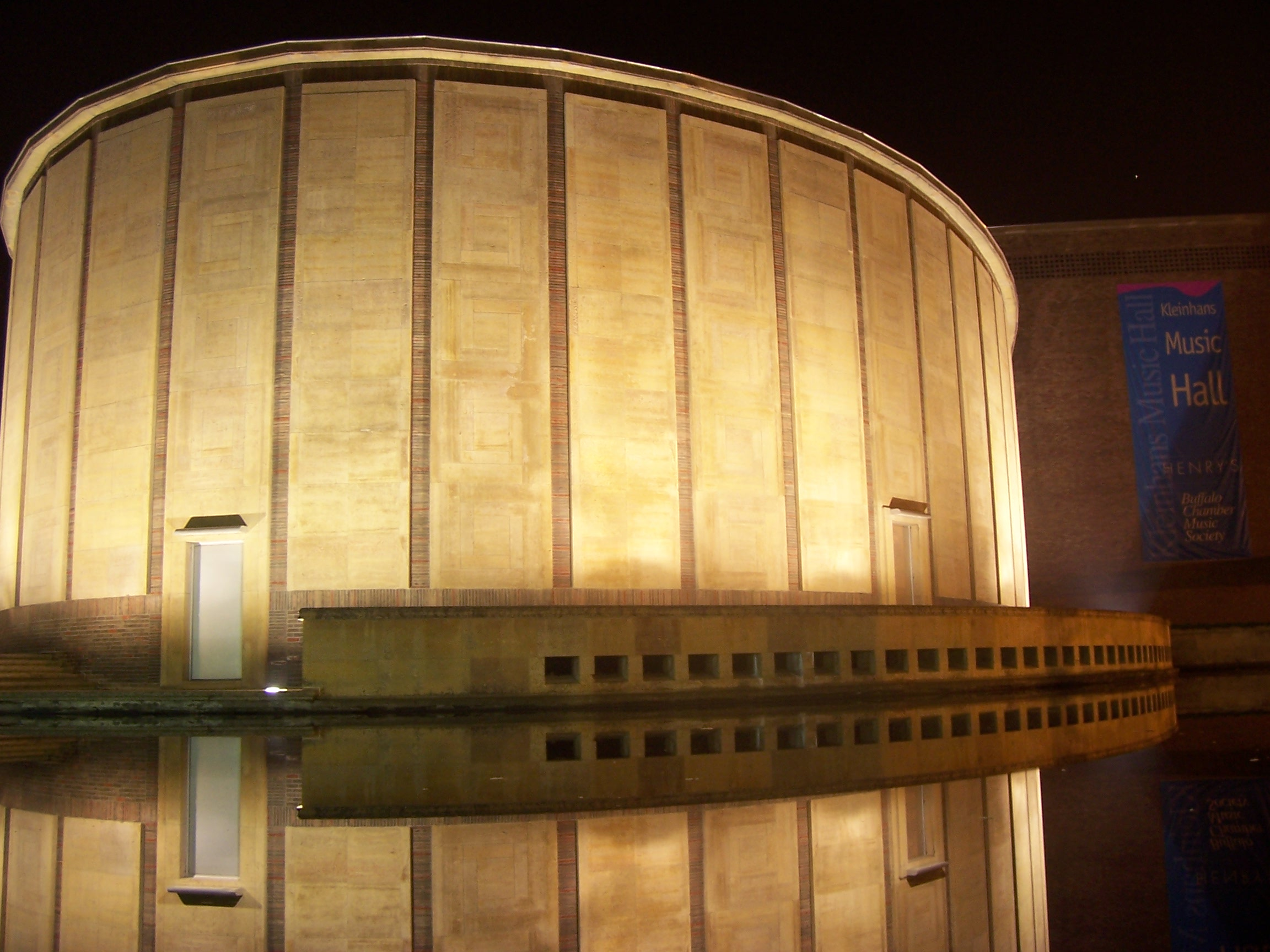
Kleinhans Music Hall

### Orquestas
La Buffalo Philharmonic Orchestra es una orquesta sinfónica estadounidense fundada en 1935 y actúa en el Kleinhans Music Hall, cuya acústica ha sido apreciada.JoAnn Falletta se convirtió en directora musical de la Orquesta Filarmónica de Buffalo en 1998. Aunque la orquesta casi se disolvió a finale de la década de 1990 debido a la falta de fondos, se estabilizó gracias a donaciones filantrópicas y apoyo gubernamental. Los directores musicales anteriores de la Orquesta Filarmónica de Buffalo incluyen a William Steinberg, Josef Krips, Lukas Foss, Michael Tilson Thomas, Semyon Bychkov y Maximiano Valdés. Otros directores famosos que dirigieron la orquesta fueron Leonard Bernstein, Igor Stravinsky, Ralph Vaughan Williams, Sir Neville Marriner y Henry Mancini. Bajo la dirección de JoAnn Falletta, ha sido orquestado con nominaciones a los Premios Grammy y varios Premios Grammy a la mejor composición clásica moderna en 2009.

## Demografía
Según la Oficina del Censo en 2000 los ingresos medios por hogar en la localidad eran de $24,536, y los ingresos medios por familia eran $30,614. Los hombres tenían unos ingresos medios de $30,938 frente a los $23,982 para las mujeres. La renta per cápita para la localidad era de $14,991. Alrededor del 26.6% de la población estaban por debajo del umbral de pobreza.

### Educación
Las dos universidades más importantes de Búfalo son la Universidad Canisius y la Universidad de Búfalo.

## Deportes
| Equipo                   | Deporte            | Competición | Estadio                     | Creación  |
| ------------------------ | ------------------ | ----------- | --------------------------- | --------- |
| Buffalo Bills            | Fútbol americano   | NFL         | New Era Field               | 1960      |
| Buffalo Sabres           | Hockey sobre hielo | NHL         | KeyBank Center              | 1970      |
| Buffalo Braves (extinto) | Baloncesto         | NBA         | Buffalo Memorial Auditorium | 1970-1978 |
| Buffalo Bisons           | Béisbol            | IL          | Coca-Cola Field             | 1988      |

| Predecesor: Sheffield | Universiadas 1993 | Sucesor: Fukuoka |

## Transporte
El Aeropuerto Internacional de Búfalo-Niágara conecta la ciudad con todo el mundo.

## Famosos nacidos en esta ciudad
- Lex Luger, exluchador profesional de la WWE
- Chad Michael Murray, actor
- Keith Buckley, ex-cantante de Every Time I Die
- Jordan Buckley, ex-guitarrista principal de Every Time I Die
- Andy Williams, ex-guitarrista rítmico de Every Time I Die
- Cannibal Corpse, banda de Brutal death metal
- David Boreanaz, actor
- Jeffrey DeMun, actor
- William Fichtner, actor
- William Christie, director de orquesta
- Lawrence Block, escritor de novelas de género negro
- Patrick Cowley, productor y compositor
- Mel Lewis, instrumentista y director de orquesta
- John Roberts, presidente de la Corte Suprema de los Estados Unidos
- Vincent Gallo, actor
- Malcolm Boyd, sacerdote, escritor y activista por los derechos humanos.[10]